# Ленцерхајде
Ленцерхајде/Лаи (романш. Lai) је село у кантону Граубинден у Швајцарској. Налази се на 1450 до 1600 метара надморске висине.
Ленцерхајде је популарни скијашки центар у ком се одржавају трке Светског купа у алпском скијању. Такође је познато и по језеру Хајд које је залеђено током зиме.